# استكمال لفظي
الاستكمال اللفظي أو المكمل الصوتي هو رمز صوتي يستخدم لإزالة الغموض عن أحرف الكلمات (رسم رمزي) التي لها قراءات متعددة في اللغات ذات نظام لفظي ورمزي مختلط مثل الكتابة الهيروغليفية المصرية، والكتابة المسمارية الأكدية، واليابانية، والمايا. وفي العادة يفرضون اتصال الرسم الفكري بتكرار المقطع الأول أو الأخير في المصطلح.
تحتوي اللغة الإنجليزية على عدد قليل من الرموز المكملة لفظيًا، وأغلبها رموز رقمية الأرقام. مثال على ذلك هو لفظ 2nd" (second)" التي تعني الثاني (nd) مكمل لفظي غرضه التفريق بينها وبين رمز 2 الذي يعني اثنين. بالإضافة إلى الأرقام، ومن الأمثلة الأخرى Xmas حيث من المعروف قراءة الرمز "X" بلفظ (chris) التي تعني المسيح في الديانة المسيحية.

## في الكتابة المسمارية
في اللغة السومرية الكلمة kur لها معنيان: «التل» و«البلد». ولكن، في اللغة الأكدية هنالك كلمتان منفصلتان لهذين المعنيين: šadú تعني «التل» وmātu تعني «البلد». عندما بدأت اللغة الأكدية تتكيف مع الكتابة المسمارية للغة السومرية، كان فيه التباس بين هذه الكلمتين لكون لها نفس الكتابة. لذلك، حتى يوضح أي معنى مقصود في اللغة الأكدية، أُضيف مكملًا لفظي "ú-" بعد KUR إذا كان المعنى التل، وتكتب كـ " KUR-ú" لكي يعني šadú، بينما KUR دون أي مكمل لفظي يعني البلد mātu.
وُجدت المكملات اللفظية في حالات الجر والرفع في اللغة الأكدية. وأيضًا، أُستخدمت بعض الأحيان في الكتابة المسمارية الحثية لإضافة الإعراب الحثي إلى الرموز السومرية والرموز الأكدية.
هناك فرق بين المكملات اللفظية والرسوم المعنوية اللاتي كلتاهما تستخدم لإزالة الغموض، والرسوم المعنوية تستخدم قبل الرموز اللغوية لتحديد فئة المعنى المقصود، على سبيل المثال، رمز DINGIR يستخدم قبل أسماء الآلهة، ورمز LUGAL للملوك. ويقال أن الرسوم المعنوية لا تنطق.

## في اللغة اليابانية
كما هو الحال في اللغة الأكدية، استعار اليابانيون نص الرسوم الرمزية من الصين، وهو نص رمزي مصمم بطريقة مختلفة عن اللغة اليابانية، فالمكونات الصوتية الصينية المضمنة في الكانجي لا يمكن تعني شيءًا عندما تنطق في اللغة اليابانية، ولا يربط المعنى الصيني والمعنى الياباني لنفس الرمز أي علاقة.
على سبيل المثال، يرمز الكانجي 生، الذي يُنطق شو أو سي (shō, sei) في المفردات الصينية المستعارة، إلى عدة كلمات يابانية أصلية. إذا أضاف إليها نهايات تصريفية (الأفعال والصفات والظروف) مكتوبة لفضيًا:
- 生: تقرأ "ناما" بمعنى خام أو "كي" بمعنى "حي أو على قيد الحياة
- 生う[o u]: تقرًا «أوو» بمعنى توسيع
- 生 き る [i kiru]: تقرًا «ايكيرو» بمعنى عيش
- 生 か す [i kasu] : تقرأ «ايكاسو» بمعنى يستفيد من
- 生 け る [i keru]: تقرًأ «ايكيرو» بمعنى عش (صيغة الأمر من يعيش)
- 生 む [u mu] : تقرأ «اُمو» بمعنى ولادة
- 生 ま れ - 生 れ る [u mareru - uma reru] : تقرأ «اُماريرو» بمعنى يولد /تولد
- 生 え る [ha eru] : تقرأ «هايرو» بمعنى تنمو (فعل لازم)
- 生 や す [ha yasu]: تقرأ «هاياسو» بمعنى تنمو (فعل متعد)

وتوجد أيضًا في هذه الكلمة الصينية اليابانية الهجينة
- 生 じ る [sho jiru] : تقرأ «شوجيرو» بمعنى يَحدُث

هذه الأفعال تشترك في قراءة كانجي (أي و أو و ها)، واختيرت بقية الحروف المصاحبة لتعزز هذه المشاركة.
تسمى هذه الأحرف الصوتية الحروف المصاحبة. تضاف هذه الحروف حتى لو كان تصريف أصل الكلمة واضحًا من خلال توابعها. مما يجعل الحروف المصاحبة للكانجي تعمل عمل المكملات اللفظية.
تكون المقاطع النهائية التي تحتوي على التصريف التابع مكتوبة صوتيًا. وبكن، في الأفعال الوصفية التي تنتهي بـ (-شي)، والأفعال المنتهية بـ (-رو)، التي تسقط المقطع في الأسماء المشتقة منها، يتم كتابة المقطعين الأخيرين صوتيًا. وهنالك حالات شاذة. مثل: كلم«اُماريرو» (يولد/تولد) المشتقة من «اُمو» (ولادة). على هذا النحو، يمكن كتابتها 生 ま れ る [u mareru]، مما يعكس اشتقاقها، أو 生 れ る [uma reru]، كما هو الحال مع الأفعال الأخرى التي تنتهي بـ ru القابلة للحذف.

## في اللغة الصينية
اللغة الصينية لا تملك نظام أحرف صوتية. بدلاً من ذلك، حوالي 90٪ من الأحرف الصينية عبارة عن مركبات ذات رسوم معنوية، والتي قد لا تعني شيء إن فُرقت، وتشير المكملات اللفظية إلى النطق التقريبي للمقاطع الصرفية. رغم ذلك، فإن عنصرها الصوتي أساسي، ويُفضل أن تعتبر هذه الأحرف كالعديد من المشتركات اللفظية، والتي يحدد معناها بواسطة المحدد اللغوي. نظرًا للتغيرات الصوتية على مدى آلاف السنين الماضية، فإن المكملات اللفظية الصينية ليست دليلاً موثوقًا لطريقة النطق.

## في كتابة المايا
تستخدم كتابة المايا المكملات اللفظية على نطاق واسع  ويمكن استخدامها بشكل منسجم أو غير منسجم. وكانت تُمثل سابقًا من خلال موضعها في نظام الكتابة المقطعية، لل«ما» المخبئة في الرسم الرمزي لـ «جاقوار» أو «النمر الأمريكي» (يكتب في حضارة المايا الكلاسيكية (بالام)، على الرغم من أنه ينطق «بالام»، تهجئ الكلمة «بالام-م (ا)». ويوجد العديد من التهجئات الغير متناسقة  في كتابة المايا.